# Fukidake
Il fukidake (o fukizutsu) era una sorta di cerbottana giapponese usata dai ninja per lanciare dardi o polveri accecanti.
La distanza massima del tiro era approssimativamente 10 metri.